# Büyükabdiuşağı
Büyükabdiuşağı is een dorp in het Turks district Akpınar in de provincie Kırşehir. Het dorp ligt ongeveer op 52 km afstand van de stad Kırşehir. De dichtstbijzijnde dorpen zijn Himmetuşağı en Küçükabdıuşağı.

## Geschiedenis
Het dorp werd in 1928 uitgeroepen als onafhankelijke nederzetting. Op 14 december 1998 verkreeg het dorp een gemeentestatus (zie: Lijst van gemeenten in Kırşehir). Deze status werd in 2013 echter officieel beëindigd, omdat de bevolking onder de grens van 2.000 personen was gezakt. 

## Bevolking
Op 31 december 2020 woonden er 280 personen in het dorp. Het aantal inwoners vertoont al meerdere jaren een dalende trend: in 2000 woonden er nog 1.426 personen.
| Jaar | Totaal | Mannen | Vrouwen |
| ---- | ------ | ------ | ------- |
| 2020 | 280    | 119    | 161     |
| 2013 | 412    | 188    | 224     |
| 2007 | 1014   |        |         |
| 2000 | 1426   |        |         |